# Dolophilodes ornatus
Dolophilodes ornatus är en nattsländeart som beskrevs av Georg Ulmer 1909. Dolophilodes ornatus ingår i släktet Dolophilodes och familjen stengömmenattsländor. Inga underarter finns listade i Catalogue of Life.